# Chemsakiellus taurus
Chemsakiellus taurus – gatunek chrząszcza z rodziny kózkowatych i podrodziny zgrzypikowych. Jedyny przedstawiciel rodzaju Chemsakiellus.

## Zasięg występowania
Afryka Południowa, Występuje w Namibii.